# Annie Chapman

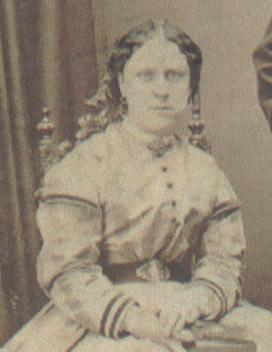
Annie Chapman na data de seu casamento: 1 de maio de 1869

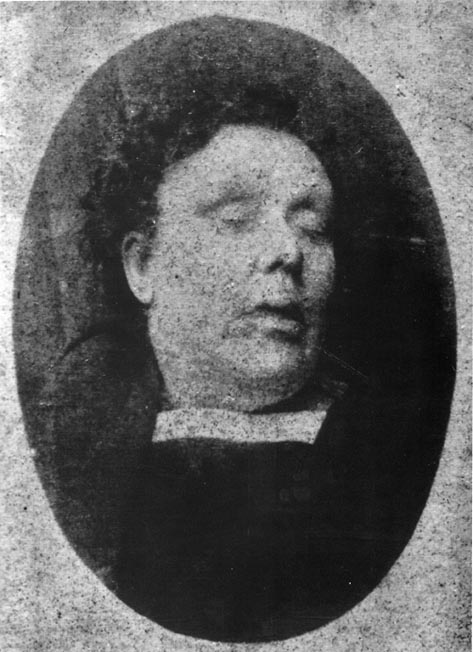
Fotografia mortuária de Annie Chapman. Ela tinha 1,52 metros de altura e tinha olhos azuis e cabelos escuros ondulados castanho.

Annie Chapman, nascida Eliza Ann Smith, (setembro de 1841 - 8 de setembro de 1888), foi uma vítima do assassino em série Jack, o Estripador. O corpo de Chapman foi descoberto aproximadamente às 6h00 da manhã no quintal de uma casa em Hanbury Street, Spitafields. Assim como Mary Ann Nichols, sua garganta foi aberta por dois cortes, um mais profundo que o outro. O abdômen foi completamente aberto, e o útero, removido.

## Na mídia

### Filmes
- É interpretada pela atriz Katrin Cartlidge no filme Do Inferno (2001)[2]

### Jogos
- Aparece no jogo Sherlock Holmes versus Jack the Ripper (2008)